# Vilmos Zombori
Vilmos Zombori (n. 11 ianuarie 1906 – d. 17 ianuarie 1993) a fost un fotbalist român, care a jucat în Echipa națională de fotbal a României la Campionatul Mondial de Fotbal din 1934 (Italia). Este portarul cu cele mai multe goluri înscrise în Divizia A, toate în perioada interbelică, 5.

## Titluri
- Divizia A (3) : 1926-27, 1932–33, 1934–35
- Cupa României (1) : 1933-34